# Концерт для фортепіано з оркестром № 2 (Рахманінов)
Концерт для фортепіано з оркестром № 2 до мінор, Op. 18 Сергія Рахманінова написаний восени 1900 — квітні 1901 року. Повністю концерт був вперше виконаний автором у супроводі оркестру під орудою Олександра Зілоті 27 жовтня 1901 року. Концерт присвячено Ніколаю Далю, психотерапевту, який допоміг композиторові вийти з глибокої депресії, що тривала з невдалої прем'єри Першої симфонії під орудою О. Глазунова у 1897 році.
Другий фортепіанний концерт ознаменував вихід Рахманінова з творчої кризи, прем'єра концерту мала значний успіх, а згодом концерт став одним із найпопулярніших творів у світовій фортепіанній літературі.
Концерт складається з 3-х частин:
1. Moderato, написана у сонатній формі.
2. Adagio sostenuto
3. Allegro scherzando

## Мультимедіа

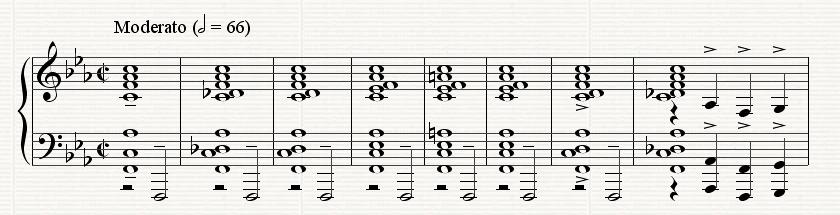
Перші вісім тактів концерту

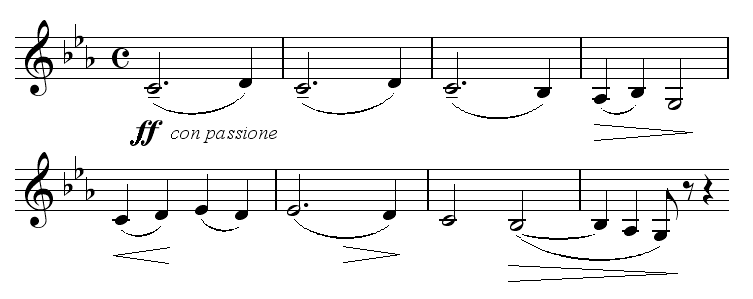
Головна партія 1-ї частини